# Natriumlaurat
Natriumlaurat ist das Natrium-Salz der Laurinsäure.

## Eigenschaften
Natriumlaurat ist ein brennbarer, schwer entzündbarer, gelblicher, geruchloser Feststoff, der leicht löslich in Wasser ist.

## Verwendung
Natriumlaurat wird als anionisches Tensid eingesetzt. Es wird in Lebensmitteln als Bindemittel, Emulgator und Antibackmittel verwendet.